# Goniothalamus rufus
Goniothalamus rufus är en kirimojaväxtart som beskrevs av Friedrich Anton Wilhelm Miquel. Goniothalamus rufus ingår i släktet Goniothalamus och familjen kirimojaväxter. Inga underarter finns listade i Catalogue of Life.